# Listonosovití
Listonosovití (Phyllostomidae) je čeleď letounů, která se vyskytuje od jihozápadních Spojených států amerických přes oblast Západní Indie až do severní Argentiny a středního Chile. Listonosovití tvoří osm podčeledí, které zahrnují okolo 50 rodů a více než 150 druhů. Patří mezi ekologicky nejrozmanitější čeledi letounů; z závislosti na druhu se listonosovití mohou živit hmyzem, malými obratlovci, rostlinnými složkami nebo krví (upíři) a mohou žít jak v početných koloniích, tak v monogamních párech. Vyskytují se jak v tropických lesích, tak v pouštních oblastech. V souladu se životním stylem se liší také anatomické vlastnosti jednotlivých druhů, nicméně zástupce čeledi lze popsat jako 4 až 13,5 cm velké letouny se širokými křídly a jednoduchým blanitým výrůstkem na čenichu. Největším druhem je listonos nosatý (Vampyrum spectrum) s rozpětím křídel asi 90 cm.